# 莫雷鲁埃拉-德洛斯因凡索内斯
莫雷鲁埃拉-德洛斯因凡索内斯（西班牙語：Moreruela de los Infanzones）是西班牙卡斯蒂利亚-莱昂萨莫拉省的一个市镇，位于西班牙西北部。 总面积31平方公里，总人口326人（2022年1月1日），人口密度14人/平方公里。

## 地理位置
莫雷鲁埃拉-德洛斯因凡索内斯位于梅塞塔高原上，海拔670米。省会萨莫拉的市中心位于它的南部，仅6千米处。冬季这里寒冷，夏季温暖至炎热，年降雨量仅531毫米，相当少，降雨分布在全年。

## 人口发展
| 年       | 1970年 | 1981年 | 1991年 | 2001年 | 2011年 | 2021年 |
| 居民人数 | 659人  | 580人  | 532人  | 472人  | 391人  | 334人  |

## 名胜

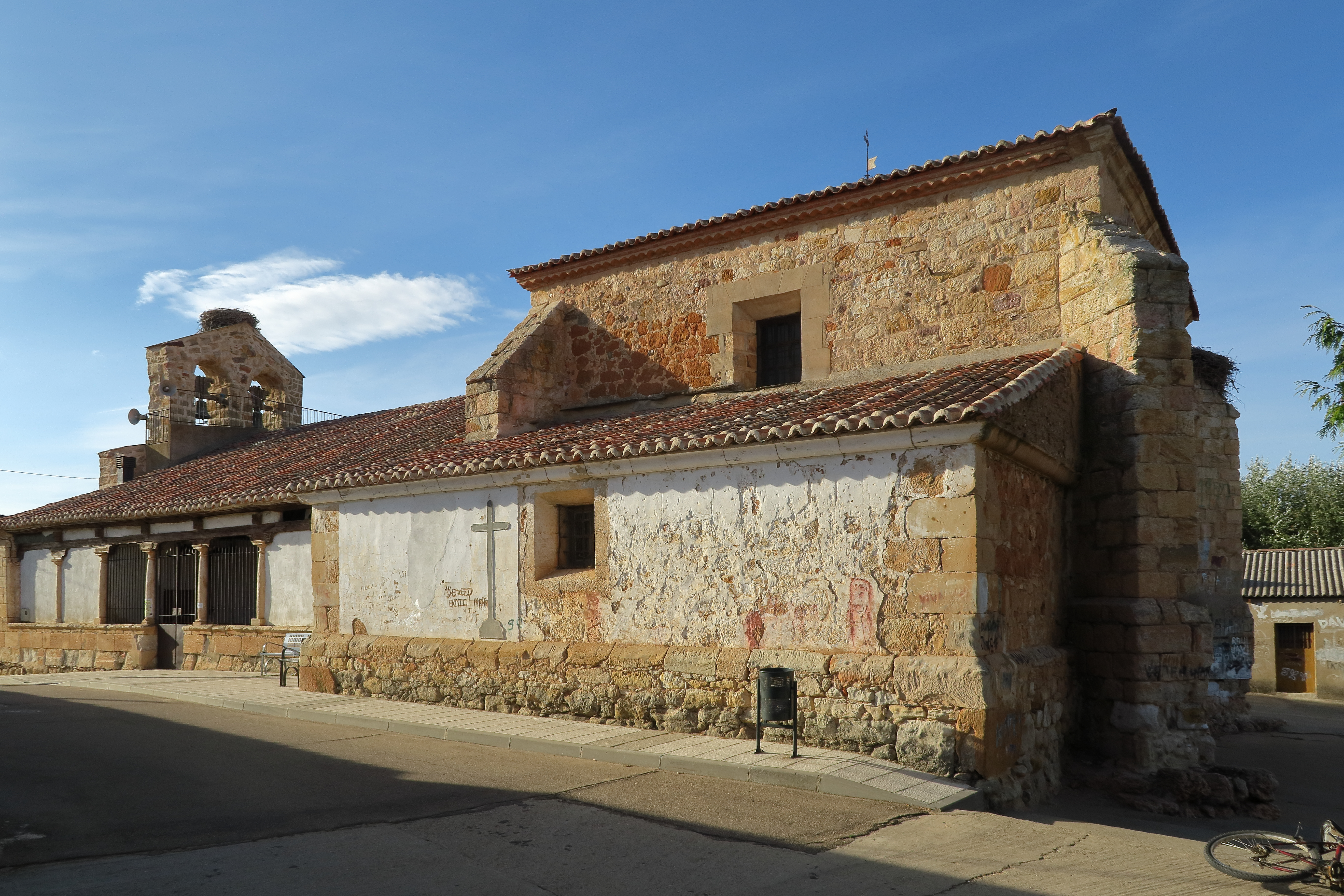
彼得教堂
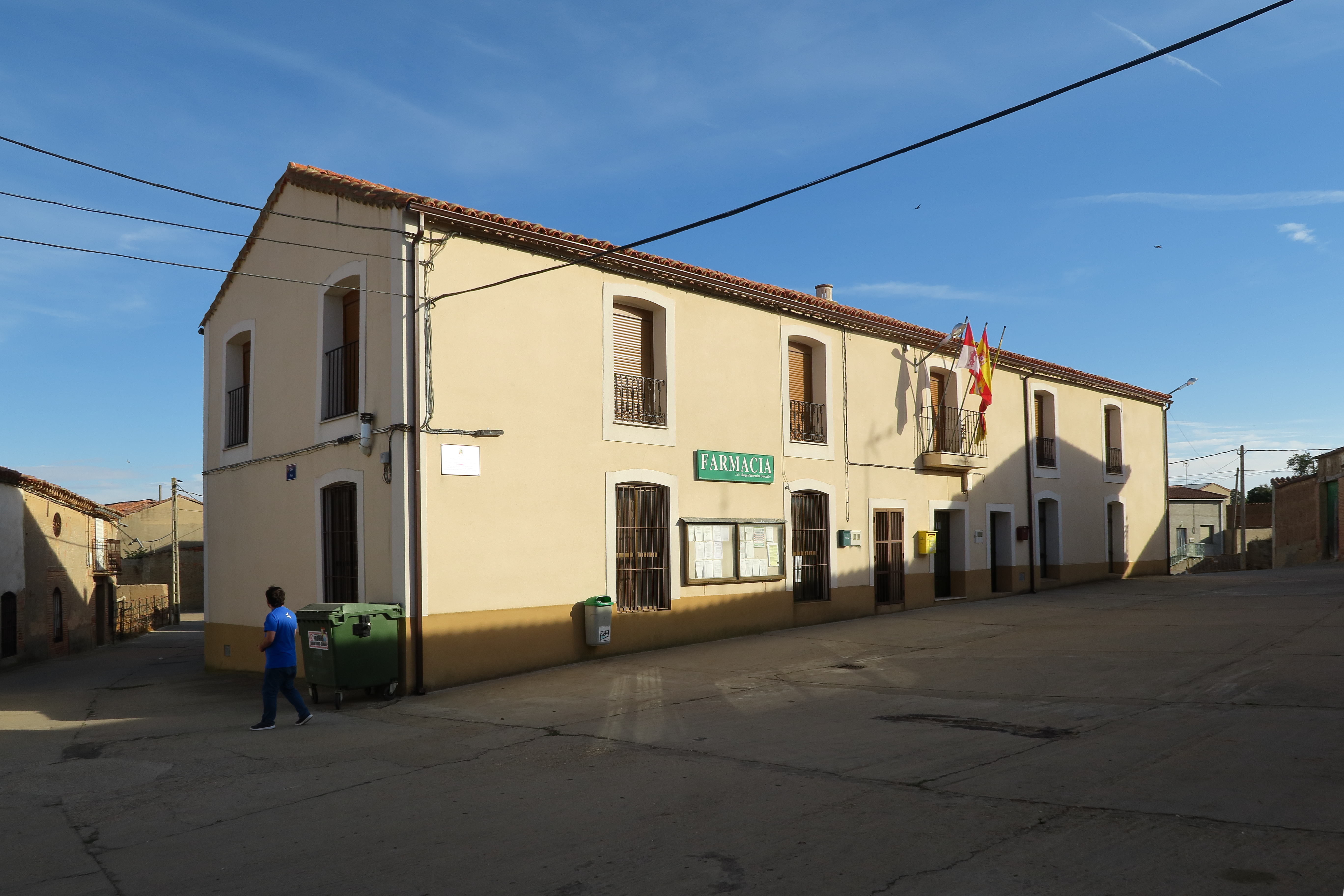
市政厅

- 彼得教堂
- 市政厅